# 程矩
程矩（?—?），江西鄱阳人，清朝政治人物。进士出身。
乾隆十七年，登進士。乾隆33年（1768年），擔任清朝遵义府婺川縣知縣。后由楚來朝接任。